# شهرستان بویئو
شهرستان بویئو (به لاتین: Buyeo County) یک منطقهٔ مسکونی در کره جنوبی است که در چونگچئونگنام-دو واقع شده‌است. شهرستان بویئو ۶۲۴٫۵۸ کیلومتر مربع مساحت و ۹۵٬۲۱۳ نفر جمعیت دارد.